# František Xaver Procházka (malíř, 1887–1950)
František Xaver Procházka (14. října 1887 Střebsko u Příbrami – 24. prosince 1950 Praha) byl český akademický malíř, grafik, ilustrátor a restaurátor.

## Život
František Xaver Procházka se narodil 14. října 1887 ve Střebsku u Příbrami. Jeho otec byl důlní truhlářský mistr. V roce 1903 se rodina přestěhovala do Brandýsa nad Labem.
Po absolvování obecné školy nastoupil ke studiu na Obchodní školu, kterou však po jednom roce opustil a vyučil se malířem pokojů. Během praxe, kterou vykonával u firmy Frenzel si majitel všiml výtvarného talentu mladého učedníka. Využil jeho talentu a nechal jej vykonávat opravy nástropních a nástěnných fresek na různých českých zámcích.
Po vyučení se roku 1906 přihlásil na pražskou malířskou akademii a byl přijat. Studoval postupně u prof. Vlaho Bukovce, Hanuše Schwaigra a Maxmiliána Pirnera, u něhož v roce 1916 studium úspěšně absolvoval. Během studia získal dva stipendijní pobyty, během nichž postupně navštívil Rakousko, Španělsko, Francii, Itálii, Německo, Belgii a Holandsko. V roce 1910 měl svojí první samostatnou výstavu v Brandýse nad Labem, kde vystavoval ještě v letech 1914 a 1916. Do první světové války malíř rukovat nemusel, jelikož mu již v mladí byla udělena neschopnost vojenské služby.
Po příchodu do Prahy v roce 1919 se F. X. Procházka seznámil se středoškolským profesorem a zoologem Jiřím Jandou a jejich přátelství vyústilo v trvalou spolupráci. Jeho odvěká záliba pro faunu se od této doby plně projevila i v jeho tvorbě. Po roce 1920 vypracoval ilustrace do učebnic „Přírodopisu pro školy střední“ a později do učebnice „Velký ilustrovaný přírodopis všech tří říší" a do Encyklopedie československé mládeže, která vyšla v osmi dílech v letech 1929–1938. Posléze získal Procházka stipendium pro cestování po evropských zoologických zahradách, kde studoval cizokrajná zvířata. Na přelomu let 1930 a 1931 malíř vystavoval v Topičově saloně v Praze obrazy cizokrajné zvířeny. Vedle cyklů věnovaných fauně malíř nadále tvořil krajinomalby ze svého milovaného Polabí.
F. X. Procházka zemřel náhle na Štědrý den v roce 1950. Byl pohřben na Olšanských hřbitovech.

## Díla v českých galeriích[4]
- Oblastní galerie Vysočiny v Jihlavě
- Oblastní galerie Liberec
- Památník národního písemnictví
- Západočeská galerie v Plzni
- Krajská galerie výtvarného umění ve Zlíně

## Výstavy (výběr)

### Autorské
- 1919 – František Xaver Procházka, Rubešova galerie, Praha 2
- 1923 – František Xaver Procházka: Souborná výstava obrazů, Topičův salon (1918–1936), Praha
- 1925 – František Xaver Procházka: Výstava obrazů a studií zvířat ze zoologických zahrad v Hamburce, Amsterodamu, Antverpách a v Paříži, Topičův salon, Praha
- 1925 – František Xaver Procházka: souborná výstava obrazů a studií zvířat, Městské průmyslové muzeum v Hradci Králové[5]
- 1928 – Výstava obrazů a studií zvířat akademického malíře F. X. Procházky, Topičův salon, Praha
- 1987/1988 – František Xaver Procházka 1887–1950, Okresní muzeum Praha-východ, Brandýs nad Labem-Stará Boleslav

### Kolektivní
- 1932 – I. výstava obrazů a plastik českých umělců ze soukromého majetku členů Kruhu přátel umění v Hradci Králové, Městské průmyslové muzeum v Hradci Králové, Hradec Králové
- 1939 – Národ svým výtvarným umělcům, Praha
- 1940/1941 – Národ svým výtvarným umělcům, Praha
- 1942 – Národ svým výtvarným umělcům, Praha
- 1969 – Česká krajina, Alšova jihočeská galerie v Hluboké nad Vltavou (AJG), Hluboká nad Vltavou
- 1986 – Portrétní tvorba 19.-20. století, Městské muzeum, Čelákovice
- 2010/2011 – Temná noc, jasná noc: Měsíc a noc v českém výtvarném umění 19. a 21. století, Wortnerův dům Alšovy jihočeské galerie, České Budějovice
- 2011 – Temná noc, jasná noc: Měsíc a noc v českém výtvarném umění 19. a 21. století, Oblastní galerie Vysočiny v Jihlavě, Jihlava
- 2015 – Klasická malba a krajina: Předaukční výstava, European Arts Investments, Praha 1
- 2017 – Polabští umělci v Pojizeří, Muzeum a Pojizerská galerie Semily, Semily

## Galerie

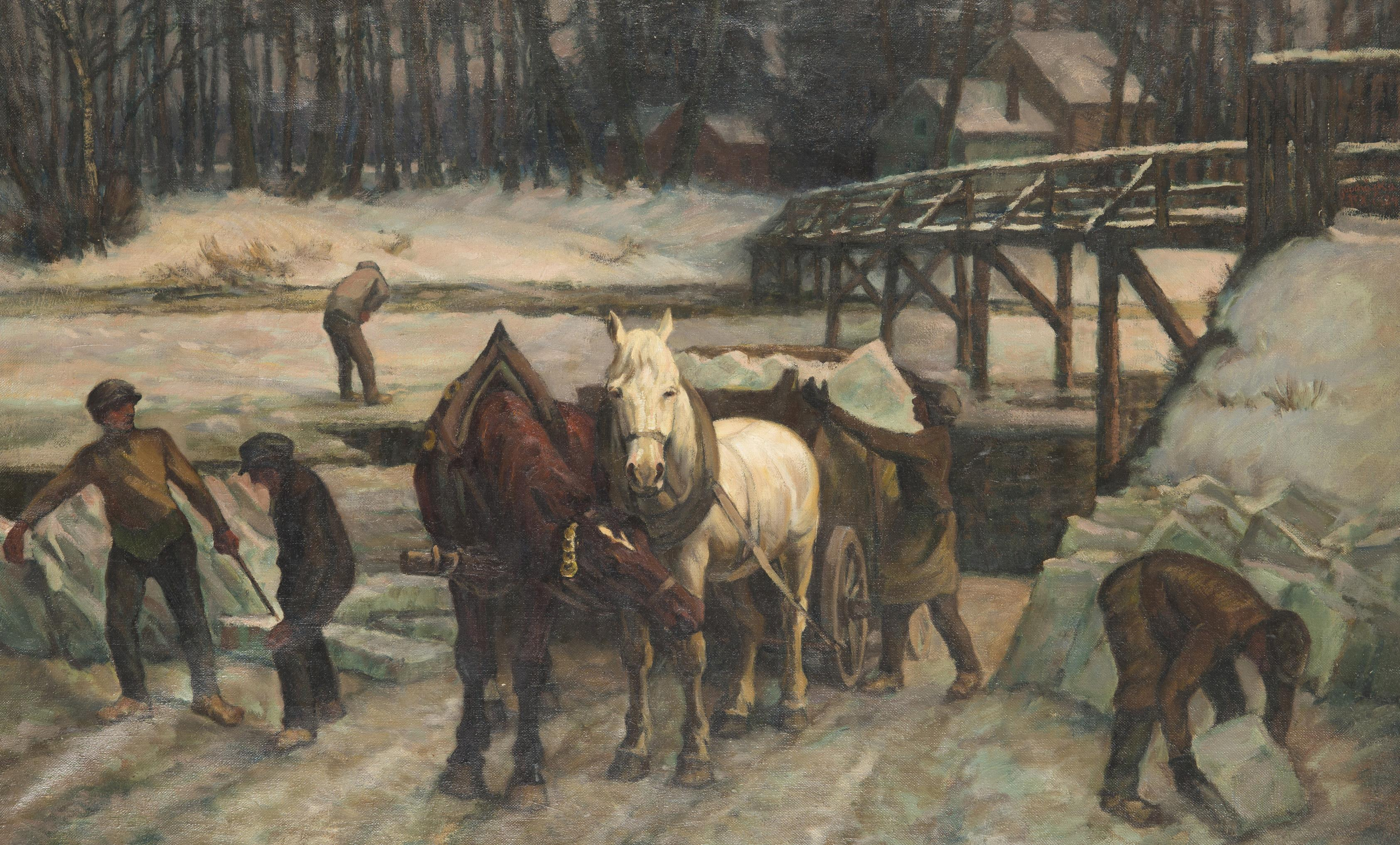
Ledaři (1924)
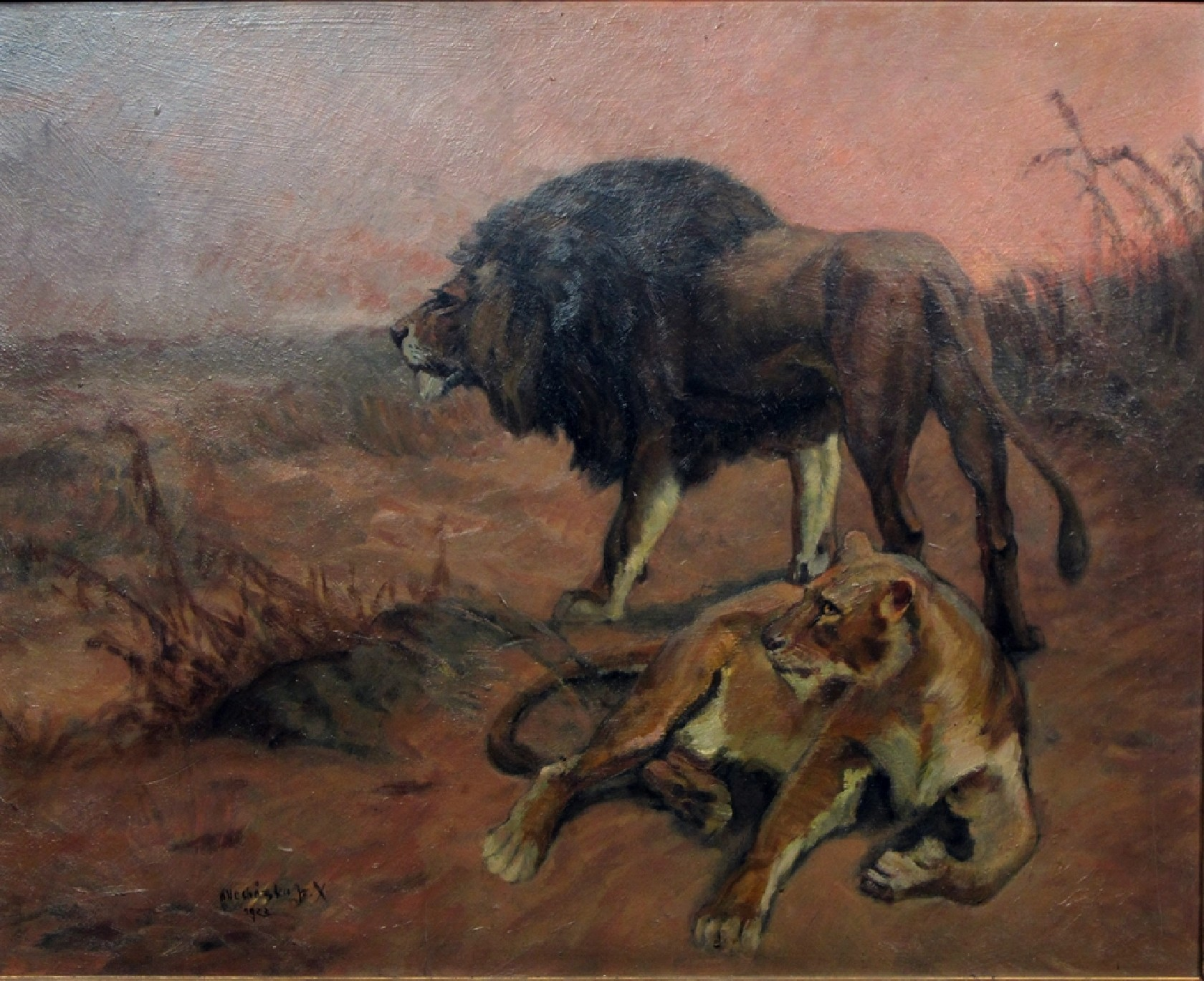
Lvi (1922)
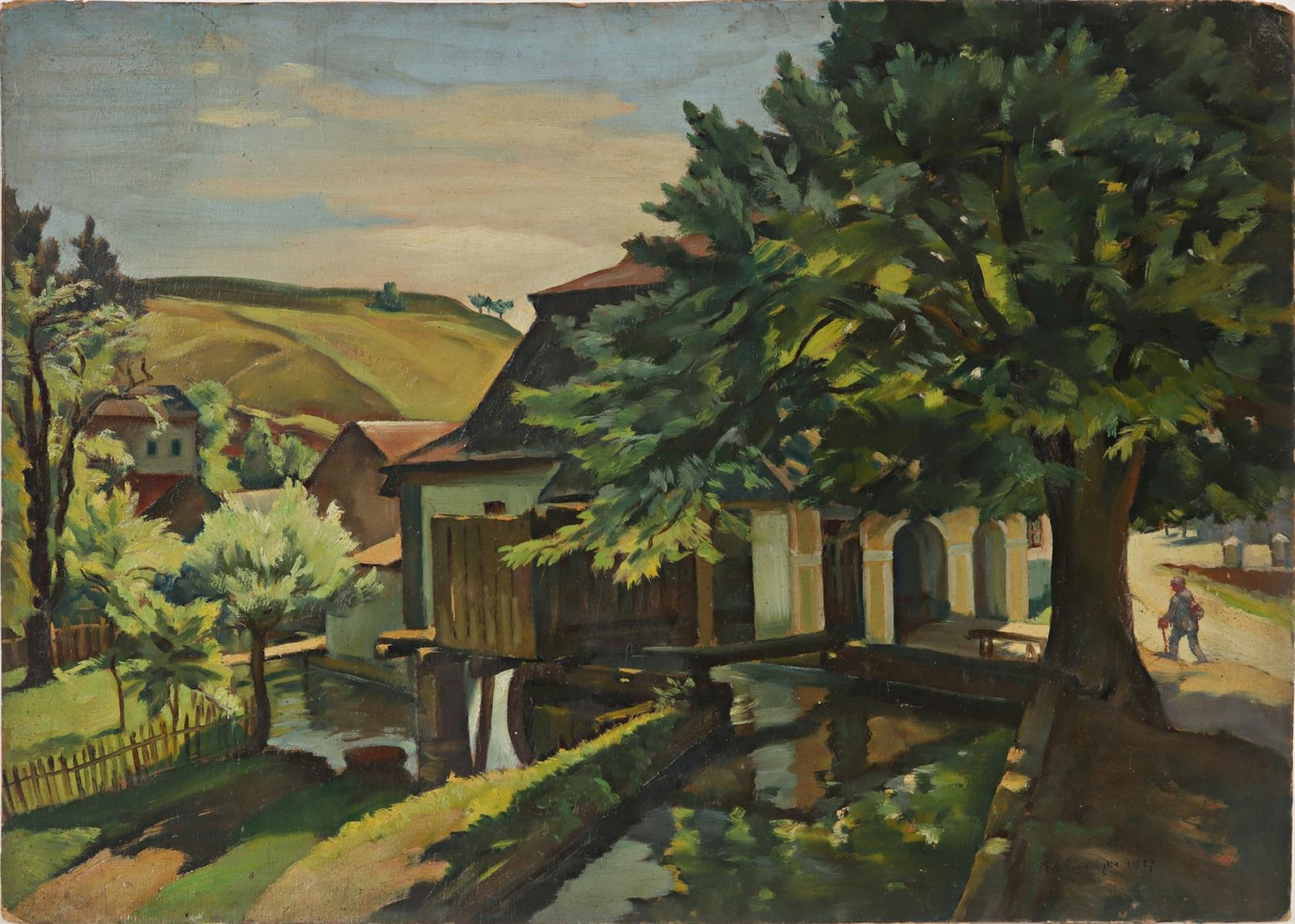
Mlýn (1927)
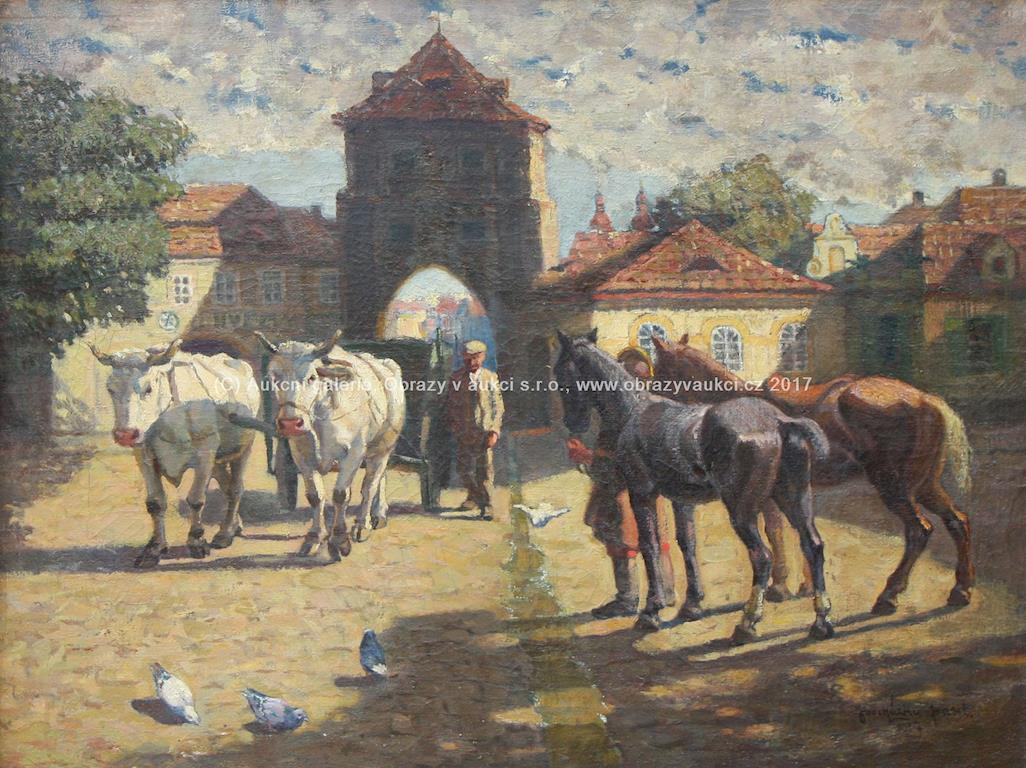
U městské brány (1917)
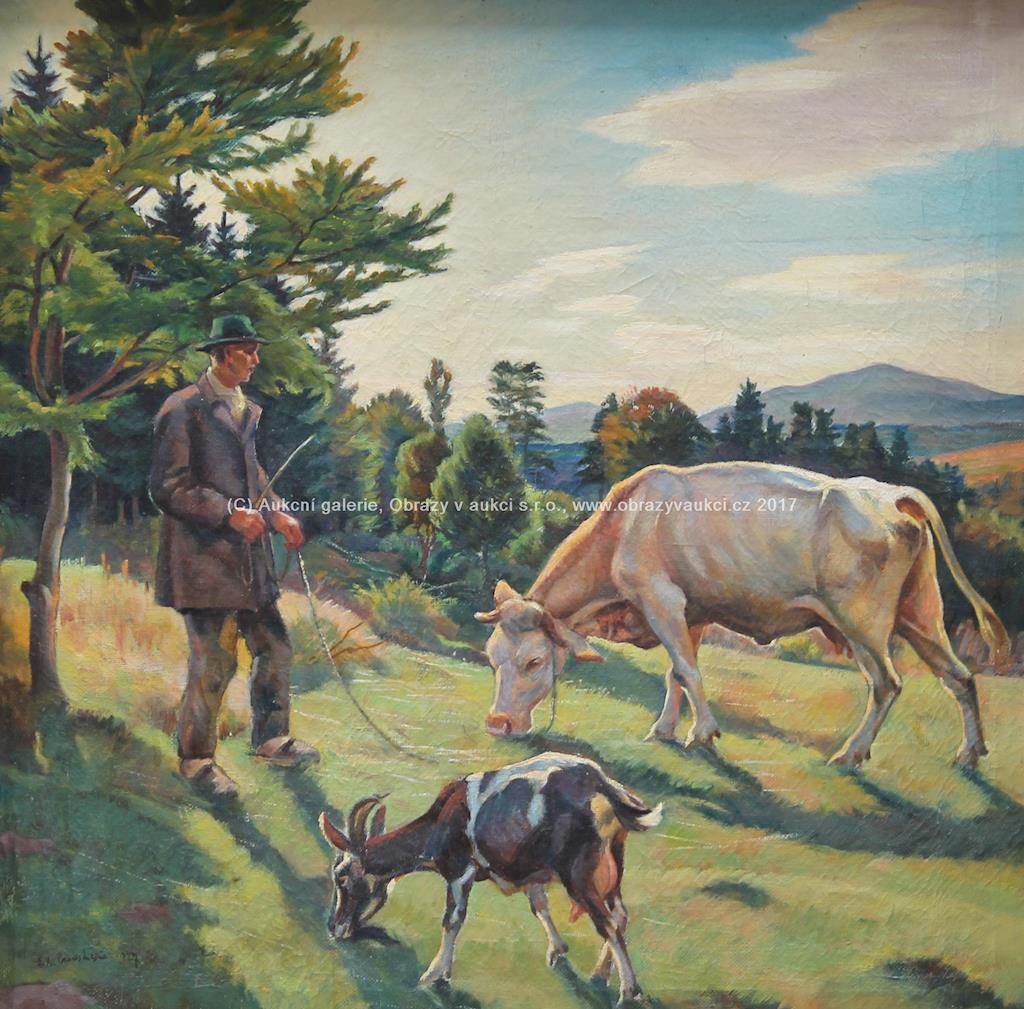
Výměnkář (1927)